# Mascaras (Gers)
Mascaras (en occitano Mascaràs) es una población y comuna francesa, ubicada en la región de Mediodía-Pirineos, departamento de Gers, en el distrito de Mirande y cantón de Montesquiou.

## Demografía
| 55 | 57 | 64 | 72 | 61 | 52 |
| Para los censos de 1962 a 1999 la población legal corresponde a la población sin duplicidades (Fuente: INSEE [Consultar]) |    |    |    |    |    |